# Thilo Rohlfs
Thilo Rohlfs (* 18. September 1979 in Eckernförde) ist ein deutscher Jurist, politischer Beamter und Politiker (FDP). Von Juni 2017 bis Juni 2022 war er Staatssekretär im Ministerium für Wirtschaft, Verkehr, Arbeit, Technologie und Tourismus des Landes Schleswig-Holstein.

## Leben
Nach seinem Abitur an der Jungmannschule Eckernförde (1999) nahm Rohlfs ein Studium der Rechtswissenschaften auf, das er zwischen 2000 und 2005 an der Christian-Albrechts-Universität zu Kiel absolvierte. Ab 2003 war er Mitglied des Kreistags des Kreises Rendsburg-Eckernförde, wo er später auch als Fraktionsvorsitzender der FDP fungierte. Nach seinem Rechtsreferendariat mit Stationen in Kiel, Schleswig und Berlin (2007) war er als Rechtsanwalt in einer Kieler Anwaltskanzlei beschäftigt. 2008 promovierte er mit einer Arbeit zum Thema Die Gleichwertigkeit der Lebensverhältnisse – ein Verfassungsprinzip des Grundgesetzes?.
2010 trat Rohlfs beim Kreis Rendsburg-Eckernförde in den öffentlichen Dienst ein. Dort war er von 2012 bis Ende 2015 Leiter des Fachbereichs Umwelt, Kommunal- und Ordnungswesen sowie als Kreisverwaltungsdirektor ständiger Vertreter des Landrats im Rahmen der Aufgaben als untere Landesbehörde. 2016 wurde er Richter kraft Auftrags beim Schleswig-Holsteinischen Verwaltungsgericht und zunächst in der 3. Kammer mit dem Schwerpunkt Polizei- und Ordnungsrecht sowie Verkehrsrecht sowie ab dem 1. Januar 2017 in der 13. Kammer mit Schwerpunkt Asylrecht Syrien und Irak eingesetzt. Im Zuge der Bildung des Kabinetts Günther I wurde Thilo Rohlfs zum 28. Juni 2017 unter Minister Bernd Buchholz zum Staatssekretär im Ministerium für Wirtschaft, Verkehr, Arbeit, Technologie und Tourismus des Landes Schleswig-Holstein berufen. Im Zuge der Bildung des Kabinetts Günther II übernahm Claus Ruhe Madsen die Leitung des Ministeriums und Tobias von der Heide sowie Julia Carstens wurden zu Staatssekretären berufen, während Rohlfs am 29. Juni 2022 aus dem Amt schied. Ministerpräsident Daniel Günther hatte Rohlfs den Verbleib im Amt angeboten, welchen dieser ablehnte. Seit August 2023 ist er Professor für Bau-, Planungs- und Umweltrecht an der Fachhochschule Kiel.
Rohlfs ist verheiratet und Vater von zwei Kindern.

## Schriften
- Die Gleichwertigkeit der Lebensverhältnisse – ein Verfassungsprinzip des Grundgesetzes? (Dissertation), Lang, Berlin 2008, ISBN 978-3-631-58237-4.